# Alcane supérieur
On désigne en général par le terme alcane supérieur un alcane ayant neuf atomes de carbone ou plus. Ce sont des alcanes lourds, ayant la particularité de ne pas être « facilement inflammables », le nonane étant le plus léger des alcanes supérieurs avec un point d'éclair au-dessus de 25 °C.
La littérature scientifique utilise le terme alcane supérieur de façon assez arbitraire : parfois selon sa définition, parfois simplement comme « alcanes avec un nombre élevé d'atomes de carbone ». Par exemple, certaines sources classent en alcane supérieur tout n-alcane étant solide en conditions normales, c'est-à-dire ceux avec un nombre d'atomes de carbone supérieur ou égal à seize (paraffines solides).

## Utilisations
Les alcanes entre le nonane et l'hexadécane sont des liquides à haute viscosité, qui sont de moins en moins utilisables comme essence à mesure que le nombre d'atomes de carbone croît. Ils sont en revanche pour la plupart utilisés dans le gazole (diesel) et le kérosène. Les carburants diesel sont d'ailleurs caractérisés par leur indice de cétane, cétane étant l'ancien nom de l'hexadécane. Cependant, le point de fusion plus élevé de ces alcanes devient un problème à basse température, notamment dans les régions polaires où le carburant devient trop épais pour s'écouler correctement.
Les alcanes supérieurs à l'hexadécane sont les principaux constituants du fioul et des huiles lubrifiantes. Dans cette dernière fonction, ils servent aussi d'agents anti-corrosion car leur nature hydrophobe empêche l'eau d'atteindre la surface métallique qu'ils protègent. Beaucoup d'alcanes solides (n>20) sont utilisés comme cires paraffines, par exemple pour la fabrication de bougies. Ils ne doivent cependant pas être confondus avec les cires naturelles qui sont, elles, constituées principalement d'esters.
Les alcanes avec une chaîne carbonée d'environ trente-cinq atomes ou plus sont présents dans le bitume, utilisé par exemple dans le revêtement des routes. Cependant, les alcanes les plus lourds ont peu de valeur et sont en général « cassés » en alcanes plus légers par craquage catalytique.

## Propriétés
Les propriétés répertoriées ci-dessous concernent les alcanes à chaîne linéaire (« n-alcanes »).

### Nonane à hexadécane
Les n-alcanes de ce groupe sont généralement liquides sous conditions normales.

### Heptadécane à tétracosane
Les n-alcanes de ce groupe sont généralement solides sous conditions normales.